# Tour della nazionale maschile di rugby a 15 dell'Australia 1994
Nel 1994, la nazionale australiana di rugby a 15 fa nessun tour all'estero. Solo la selezione giovanile ("Colts") si reca in Africa per una serie di match.

## Risultati
| Harare 1º ottobre 1994 | Zimbabwe | 17 – 36 | Australia (Colts) |  |

| 6 ottobre 1994 | Namibia A | 12 – 86 | Australia (Colts) |  |

| Windhoek 8 ottobre 1994 | Namibia | 21 – 29 | Australia (Colts) |  |

| 12 ottobre 1994 | Sudafrica Dev. XV | 19 – 12 | Australia (Colts) |  |

| 16 ottobre 1994 | Sudafrica A | 24 – 21 | Australia (Colts) |  |